# Ciruelos de Cervera
Ciruelos de Cervera là một đô thị trong tỉnh Burgos, Castile và León, Tây Ban Nha. Theo điều tra dân số 2004 (INE), đô thị này có dân số là 144 người.